# Claudia Muzio

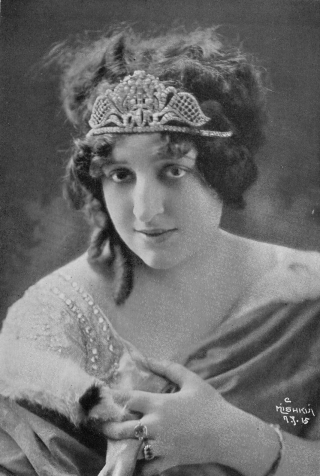
Claudia Muzio

Claudia Muzio (* 7. Februar 1889 in Pavia; † 24. Mai 1936 in Rom) war eine italienische Opernsängerin (Sopran).

## Leben
Sie stammte aus einer Theaterfamilie: ihr Vater war Regisseur an der Covent Garden Opera London sowie an der Metropolitan Opera New York, ihre Mutter gehörte dem Chor der Metropolitan Opera an.
Muzio debütierte 1911 als Manon Lescaut von Giacomo Puccini in Arezzo. Sie sang am Teatro alla Scala in Mailand, an der Covent Garden Opera London, und in Havanna. Von 1916 bis 1921 war sie an der Metropolitan Opera New York engagiert und von 1922 bis 1932 in Chicago. Außerdem gastierte sie am Teatro Colón in Buenos Aires.
In der Uraufführung der Oper Il tabarro von Giacomo Puccini sang sie 1918 die weibliche Hauptrolle. Ebenso wirkte sie 1934 bei der Uraufführung der Oper Cecilia von Licinio Refice mit. Sie trat öfter in Opernaufführungen als Partnerin von Enrico Caruso auf.
Wegen ihrer intensiven Darstellungskunst wurde Muzio von Zeitgenossen als „Die Duse der Oper“ bezeichnet. Besonders als Tosca von Giacomo Puccini und als La traviata von Giuseppe Verdi hinterließ sie nachhaltigen Eindruck. Unter ihren zahlreichen Aufnahmen ist die der Arie "Addio del passato" aus La traviata ihre berühmteste.
In den Jahren 1935/36 unternahm sie eine Tournee durch Südamerika, erkrankte jedoch an einer Herzkrankheit, an der sie bald darauf starb. Muzio gilt als eine der bedeutendsten Sängerinnen aus dem Zeitalter des Verismo.